# Key Glock
Key Glock, de son vrai nom Markeyvius LaShun Cathy, né le 3 août 1997 à Memphis (Tennessee), est un rappeur américain.

## Biographie

### Jeunesse (1997-2015)
Markeyvius LaShun Cathy naît le 3 août 1997 dans le sud de Memphis (Tennessee),,. Lorsqu'il a à peine 18 mois, sa mère est envoyée en prison, où elle reste détenue durant 16 ans. Son père est souvent absent. Il est élevé par son arrière- grand-mère et par sa grand-mère, qui s'assure qu'il puisse garder le contact avec sa mère emprisonnée. D'après lui, ses grands-parents n'écoutent pas de rap mais plutôt du blues,,.
Il enregistre son premier morceau à douze ans, un freestyle sur Ain't No Way Around It de Future.

### Débuts dans le rap (2016-2018)
En 2016, il sort sa première mixtape, Whole Lot of Errthang, de manière indépendante.
Cousin par alliance du rappeur Young Dolph, il le rencontre et apprend à le connaître lors de réunions de famille. En 2017, il signe sur son label Paper Route Empire, puis sort la mixtape Glock Season.
En février 2018, il sort la mixtape Glock Bond, produite par Sosa808, Teddy Walton, Bandplay et DJ Squeeky. En novembre 2018, il sort l'album Glockoma.

### Remarqué par la critique (2019-2020)
En juillet 2019, il sort une mixtape en collaboration avec Young Dolph, Dum and Dummer, principalement produite par Bandplay. Pour Passion of the Weiss, « sur l'album, les deux rappeurs sonnent comme s'ils se déployaient vocalement afin d'assortir et/ou de compléter les styles de chacun ». HypeSoul estime que ce projet est « le parfait exemple d'une trap bien réalisée ».
En janvier 2020, il sort l'album Yellow Tape, produit par Bandplay. Pour Kazi Magazine, cet album « montre qu'il ne lâche pas pied quand il est avec Dolph, mais qu'il est encore plus fort lorsqu'il est seul ». RapReviews considère qu'il « ne réinvente pas le rap game avec Yellow Tape », mais que l'album reste « un effort respectable » et lui attribue une note de 7 sur 10. Le magazine Exclaim! considère que les thèmes de l'album sont trop répétitifs et lui attribue une note de 6 sur 10.
En mai 2020, il sort la mixtape Son of a Gun, produite par Bandplay. Earmilk considère que cette mixtape « pousse Key Glock hors de sa zone de confort, avec des mesures déroutantes et pleines d'esprit sur des instrumentales variées ».

### Yellow Tape 2et la mort de Young Dolph (depuis 2021)
En 2021, il sort une suite à Dum and Dummer ainsi qu'à Yellow Tape. Yellow Tape 2 est produit par les producteurs memphisiens Tay Keith et Bandplay. Stereogum juge le projet « profondément satisfaisant ». Goûte mes disques estime que « l'énergie déployée par le natif de Memphis est suffisamment variée pour qu'on ne s'ennuie pas une seule seconde » et attribue au projet une note de 8 sur 10. Il fait 36 000 ventes aux États-Unis en première semaine.
Le 17 novembre 2021, seulement quelques jours après la sortie de Yellow Tape 2, Young Dolph est assassiné par balles. En janvier 2022, il sort sa première chanson depuis la mort de Young Dolph, qui lui rend hommage, intitulée Proud. Le 17 novembre 2022, jour de l'anniversaire de la mort de Young Dolph, il sort l'EP PRE5L.

## Style
Il grandit en écoutant des stars du rap de Memphis telles que Three 6 Mafia et Project Pat, et est particulièrement influencé par ce dernier,. Il dit être aussi influencé par Gucci Mane et Lil Wayne. Selon Goûte mes disques, Key Glock a également 8Ball and MJG pour influence.
Il est connu pour ne pas inviter d'autres artistes à rapper sur ses projets. Il n'écrit pas ses textes avant de les rapper,.
Selon Kazi Magazine, Key Glock est « célèbre pour ses beats à faire claquer des coffres et ses ad-libs entêtants ». Le magazine décrit également sa musique comme « motivationnelle ». 

## Affaires judiciaires
En mars 2016, il est arrêté pour voie de faits graves après une fusillade dans un bar de Memphis (Tennessee).
En mai 2019, il est arrêté dans le quartier de South Beach, à Miami Beach, pour possession de plus de 20 grammes de cannabis, possession non autorisée de plus de 20 grammes de cannabis en étant armé, possession de substance non contrôlée et port d'une arme cachée.